# Parker (Washington)
Parker es un lugar designado por el censo (en inglés, census-designated place, CDP) ubicado en el condado de Yakima, en el estado de Washington, Estados Unidos. Según el censo de 2020, tiene una población de 158 habitantes.

## Geografía
La localidad está ubicada en las coordenadas 46°30′8″N 120°28′1″O / 46.50222, -120.46694 (46.502157, -120.466813).